# Hodgsoniola
Hodgsoniola, monotipski biljni rod iz porodice čepljezovki. Jedina vrsta je australski endem H. junciformis iz Zapadne Australije.
Rod je opisan 1861.

## Sinonimi
- Hodgsonia F.Muell.